# Netelia melanura
Netelia melanura là một loài tò vò trong họ Ichneumonidae.